# Catocala phrynia
Catocala phrynia är en fjärilsart som beskrevs av H. Edwards. Catocala phrynia ingår i släktet Catocala och familjen nattflyn. Inga underarter finns listade i Catalogue of Life.